# Société ivoirienne de manutention et de transit
 (mars 2025).
Motif : pas trouvé de source solide quant à la notoriété de cette entreprise (cotée à Paris entre 2007 et 2019).
- Archive Wikiwix
- Bing
- Cairn
- DuckDuckGo
- E. Universalis
- Gallica
- Google
- G. Books
- G. News
- G. Scholar
- Persée
- Qwant
- (zh) Baidu
- (ru) Yandex
- (wd) trouver des œuvres sur Wikidata

| 1. | Préciser le motif de la pose du bandeau. | Précisez le motif de la pose du bandeau en utilisant la syntaxe suivante : {{admissibilité à vérifier\|date=mars 2025\|motif=remplacez ce texte par le motif}}                                                       |
| 2. | Informer les utilisateurs concernés.     | Pensez à avertir le créateur de l'article, par exemple, en insérant le code ci-dessous sur sa page de discussion : {{subst:avertissement admissibilité à vérifier\|Société ivoirienne de manutention et de transit}} |

La Société ivoirienne de manutention et de transit (SIMAT) est une société anonyme ivoirienne fondée en mai 2001, spécialisée dans les opérations de chargements et de déchargements des navires, et dans les activités physiques en magasin cale, sur terre-plein et en zone sous-douane. Elle est cotée de décembre 2007 à novembre 2019 sur le marché libre parisien Euronext.
SIMAT a un capital à 100 % ivoirien s'élevant à 400 000 000 de francs CFA. Ses activités concernent autant les prestations physiques des marchandises conventionnelles que conteneurisées et s'étendent sur le maritime et l'aérien à savoir la consignation, la manutention, le transit maritime et aérien, le transport et l'entreposage.
La SIMAT intervient dans l'exportation du cacao, du café, de débités[Quoi ?] et de marchandises diverses, et dans l'importation du riz, du sucre, de la farine, du fer et de marchandises diverses. SIMAT opère une dizaine de magasins et terre-plein à Abidjan et à San-Pédro et effectue d'importants investissements dans du matériel de manutention spécialisé (fourchettes : 4t ; 6t ; 10-12t et 35-45t).
Une procédure de redressement judiciaire est ouverte en octobre 2020 car la SIMAT est en cessation de paiement.